# Ifjú Zenebarátok Kórusa

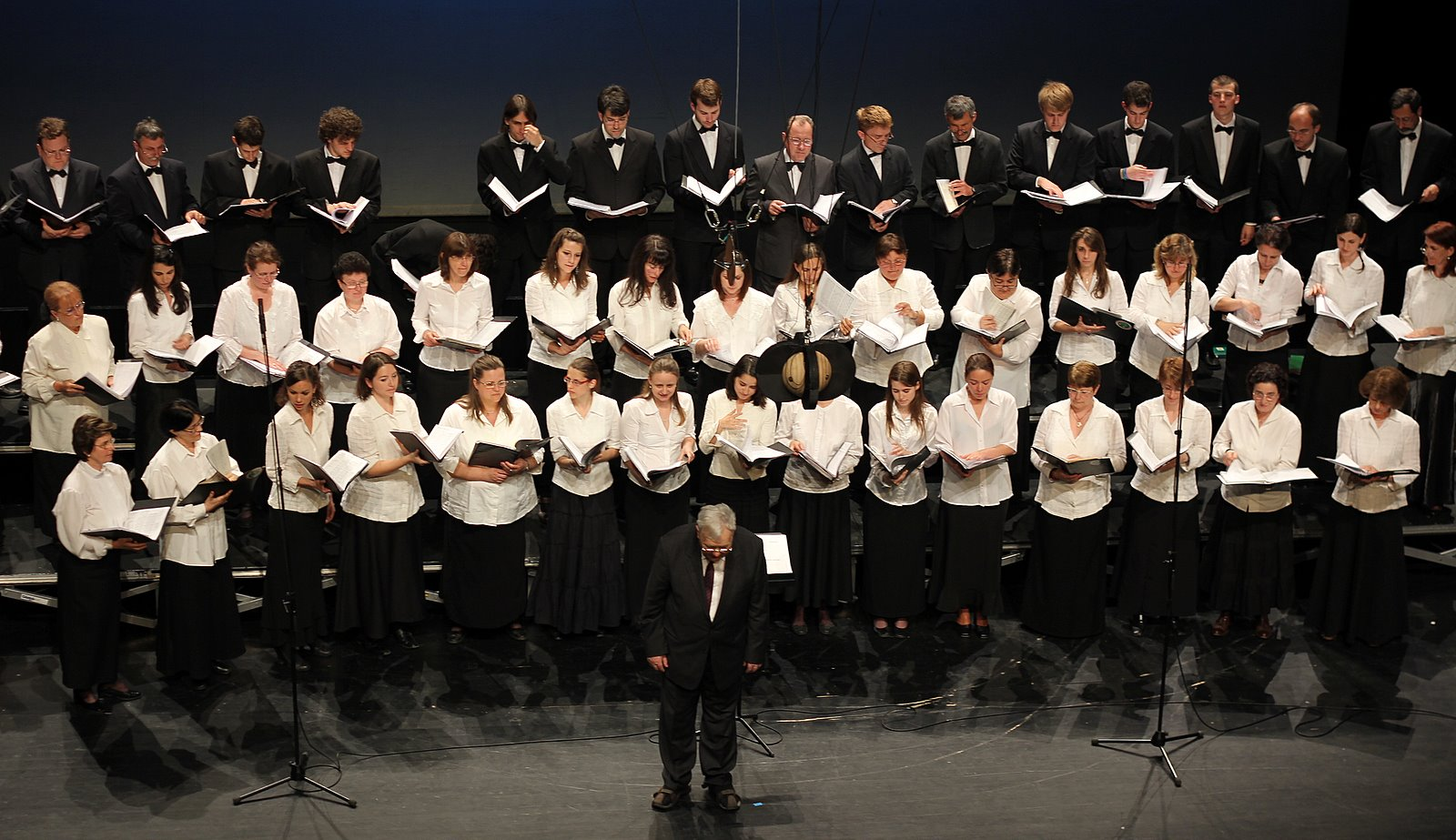
Ugrin Gábor tanár urat a 80-dik születésnapján köszöntötte az Ifjú Zenebarátok Kórusa a Müpában 2012 május 19-én.

Az Ifjú Zenebarátok Kórusa amatőr, de hivatásos színvonalon működő vegyeskar, a '70-es, '80-as évek egyik legsikeresebb budapesti ifjúsági oratóriumkórusa volt.

## A kórus története
Az Ifjú Zenebarátok Kórusát az Ifjú Zenebarátok Szervezete (Jeunesses Musicales) magyarországi szervezetének felkérésére Ugrin Gábor alapította 1965-ben, és vezette 2013-ban bekövetkezett haláláig.
Az amatőr énekkar gerincét kezdetben a Veres Pálné Gimnázium – ahol Ugrin Gábor tanított – vegyeskarának tagjai alkották, de az évek folyamán a magas színvonalú művészi munka nagyon sok más, a zenét és a közös éneklést kedvelő fiatal diákot, zeneművészeti főiskolai hallgatót, pedagógust, mérnököt, orvost vonzott a tagok közé. 

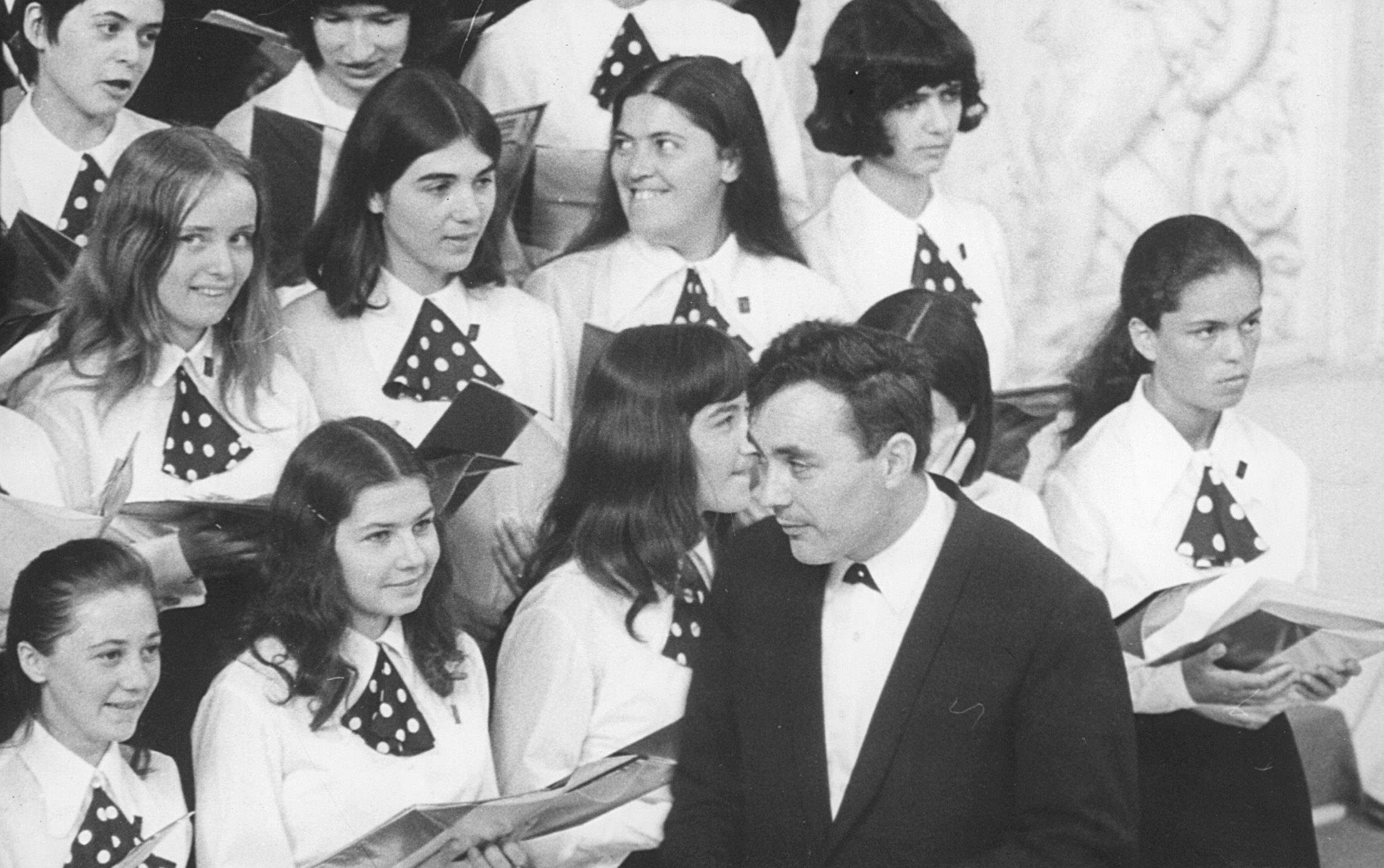
Az Ifjú Zenebarátok Kórusa 1972-ben a debreceni Bartók Béla nemzetközi kórusversenyen a Hotel Aranybikában. Előtérben a karnagy, Ugrin Gábor

Ennek a színvonalnak volt köszönhető, hogy a kórus hamarosan jelentős szerepet kapott a hazai hangversenyéletben, mind az a cappella, mind az oratórium műfajban. Számos kórusfesztiválon és versenyen szerepeltek sikeresen, vezető zenekarokkal és karmesterekkel dolgoztak együtt a hazai hangversenyélet élvonalában. Vezényelte az énekkart Sándor Frigyes, Ferencsik János, Lehel György, Lukács Ervin, Joó Árpád, Heltay László, Pál Tamás, Medveczky Ádám, Fischer Ádám, Fischer Iván, Eötvös Péter, Szabó Tibor, Kovács János, Selmeczi György, Déry András és Héja Domonkos.
A Magyar Rádió, a Magyar Televízió és a Hungaroton is sokat foglalkoztatta a kórust. A Rádióban számos ún. „Z” felvétel készült a legnagyobb igényességgel a magyar kórusirodalom remekműveiből. A Televízió a Mátyás-templomban vette fel Kodály Budavári Te Deum c. oratóriumát Ferencsik János, Kodály Missa Brevisét a győri bencés templomban Joó Árpád vezényletével. TV felvétel készült Bartók 27 egynemű karából is az énekkar női karának előadásában, és évekig vetítették újévkor azt a Himnusz felvételt, amit a Hősök terén rögzítettek Ferencsik Jánossal és az Állami Hangversenyzenekarral. A HUNGAROTON 14 lemezt vett fel a kórussal és kiadta Bach Máté passiójának 1974-es koncertfelvételét is. Ezek nagy része később CD változatban is megjelent.
Az énekkar sok külföldi meghívásnak is eleget tett fennállása folyamán. A legtöbbször Belgiumban, Angliában, Franciaországban és Olaszországban jártak koncertkörúton, fesztiválokon vagy versenyeken.
Ugrin Gábor 2013-ban bekövetkezett halála után a kórustagok egy része úgy döntött, hogy Örökifjú Zenebarátok Kórusa néven énekel tovább,Magyaróvári Viktor vezetésével.

## Hanglemezek
- Palestrina: Missa de Beata Vergine (Ugrin Gábor) 1979; Hungatoron SLPX 11979
- Bach: Máté passió  (Liszt F. Kamarazkr., Sándor Frigyes; 1974-es koncertfelvétel) 1979; Hungaroton SLPX 12069-72
- Mozart: F dúr mise (Filh. Társ. zkr., Fischer Iván) 1980
- Balassi énekek (Bakfark Consort, Ugrin Gábor) 1980; Hungaroton SLPX 12107
- Goldmark: Sába királynője (Operaház zkr., Fischer Ádám) 1980; Hungaroton HCD 12179-81
- Olasz reneszánsz dalok (Benkő Dániel, Ugrin Gábor) 1981; Hungaroton SLPX 12211
- Liszt: Motetták VII  (Ugrin Gábor) 1983; Hungaroton SLPX 12234 (2006-ban felújítva, CD-n "Restaural" ICD-03)
- Mendelssohn: Szentivánéji álom (ÁHZ, Fischer Ádám) 1984; Hungaroton HRC 049, SLPD 12510 (1987), WLMC 049 (1987)
- Bárdos: Motetták (Ugrin Gábor) 1984; Hungaroton SLPX 12451
- Szép karácsony éj (Deák Tamás, Ugrin Gábor) 1985; Hungaroton SLPM 16694
- Farkas F.: Vivit Dominus (MRT zkr., Medveczky Ádám) 1987; Hungaroton SLPX 12704
- Kodály kiadatlan kórusművei (Ugrin Gábor) 1988
- Michael Haydn: Szt. Teréz mise (Erdődy kamarazkr., Héja Domonkos) 1999
- Hummel: D-dúr mise (Erdődy kamarazkr., Héja Domonkos) 2001; Hungaroton Classic HCD 32004
- Bárdos művek – válogatás (Ugrin Gábor) 2001

## Külföldi vendégszereplések
- 1969 Belgium / Neerpelt
- 1972 Olaszország / Arezzo
- 1977 Belgium / Neerpelt
- 1979 Bulgária / Várna
- 1981 Franciaország / Párizs
- 1982 Anglia / London, Bristol
- 1984 Belgium / Brüsszel
- 1985 Olaszország / Fano
- 1986 Olaszország / Assisi
- 1987 Franciaország / Bretagne
- 1990 Németország / Günzburg
- 1992 Belgium / Brüsszel, Namur
- 1993 Franciaország / Tours, Niort, La Rochelle, Perigueux
- 1995 Anglia / Brighton
- 1996 Ausztria / Bécs
- 1997 Olaszország / Udine
- 1998 Románia / Marosvásárhely
- 1998 Franciaország / Bretagne
- 1998 Ausztria / Salzburg
- 2000 Finnország
- 2001 Ausztria / Zwettl
- 2001 Franciaország / Autun
- 2004 Ausztria / Zwettl
- 2006 Franciaország / Bretagne
- 2010 Franciaország / Amiens, Abbeville, Párizs
- 2011 Olaszország / Montecatini
- 2011 Belgium / Brüsszel, Louvain-la-Neuve
- 2012 Ausztria / Bécs
- 2012 Lengyelország / Krakkó

## Forrás
http://ifjuzenebaratok.hu/
http://www.orokifjuzenebaratok.hu/
http://thaler.hu/berlini50/temetes.html